# Kim Kashkashian

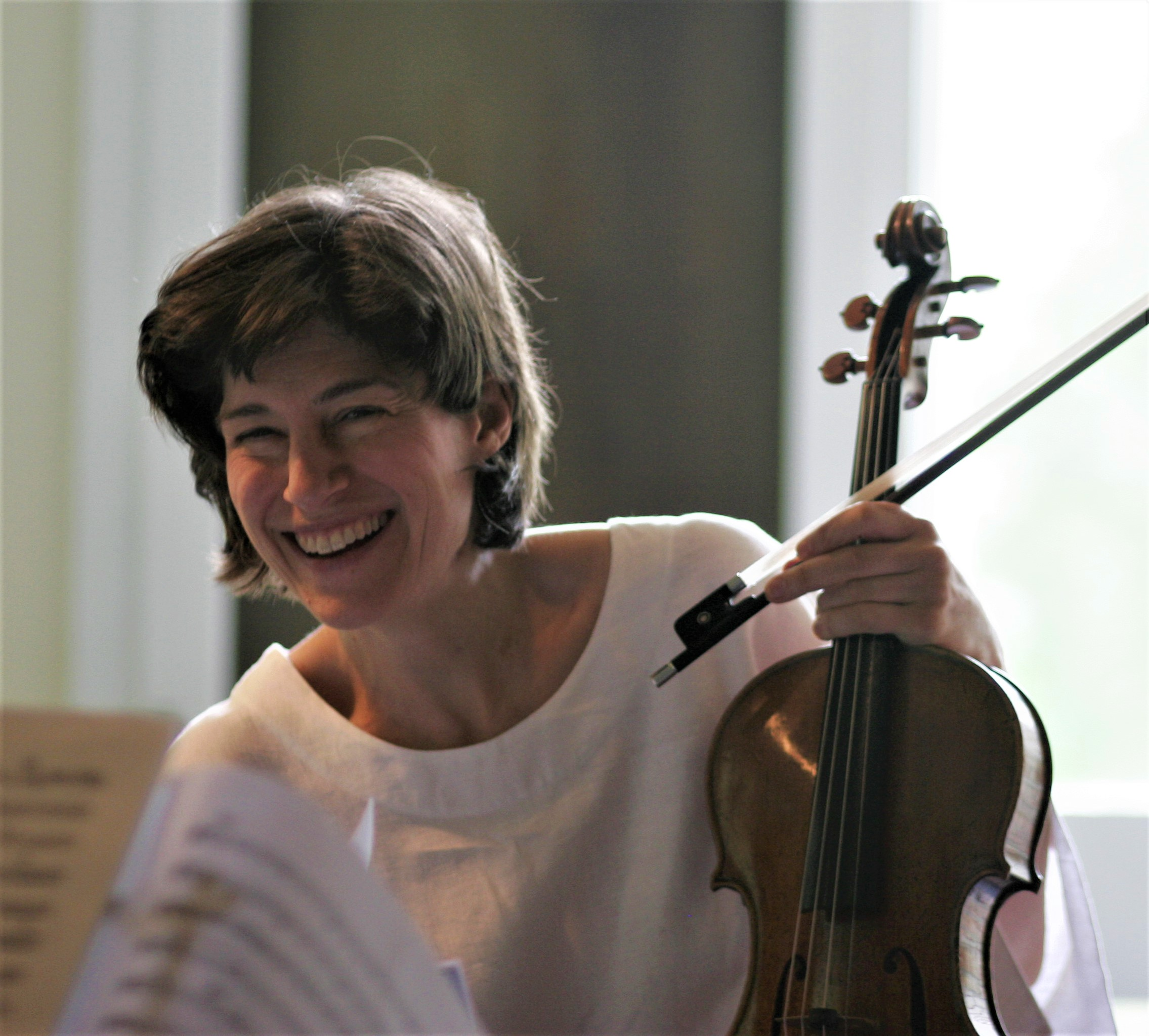
Kim Kashkashian 2008

Kim Kashkashian (* 31. August 1952 in Detroit) ist eine amerikanische Bratschistin armenischer Abstammung.

## Leben
Kashkashian studierte am Peabody Conservatory of Music in Baltimore bei Walter Trampler und Karen Tuttle. Nach ersten Wettbewerbserfolgen schlug sie einerseits eine internationale Karriere als Solistin ein, gastierte bei wichtigen Festspielen, spielte zahlreiche Aufnahmen ein und ist deshalb inzwischen eine gefragte Kammermusikpartnerin – andererseits unterrichtete sie immer wieder selbst an Hochschulen. Von der University of Indiana in Bloomington wechselte sie 1989 an die Hochschule für Musik in Freiburg im Breisgau, bevor sie 1996 eine Professur an der Hochschule für Musik „Hanns Eisler“ Berlin annahm. Im Sommer 2000 folgte sie einem Ruf des New England Conservatory of Music und kehrte wieder in die USA zurück.
Neben einschlägigen Stücken von Komponisten wie Bach, Brahms oder Schumann hat sie bevorzugt jüngere Kompositionen eingespielt, darunter Werke von Paul Hindemith, Béla Bartók, Benjamin Britten oder Krzysztof Penderecki. Aus ihrer Kooperation mit zeitgenössischen Komponisten entstanden teilweise Erstaufnahmen, die das relativ kleine Bratschen-Repertoire erweitern halfen. Auf der Suche nach neuen Formen überschreitet sie auch die Grenzen der Klassischen Musik im engeren Sinne und arbeitet an Produktionen mit, die eher den Bereichen Folklore, Jazz oder Weltmusik zuzuordnen sind. Ein Beispiel dafür ist ihre Mitwirkung an dem Album In Praise of Dreams des norwegischen Saxophonisten Jan Garbarek im Jahr 2004. Weiterhin gab es gemeinsame Veröffentlichungen mit den Pianisten Robert Levin und Keith Jarrett, sowie der Perkussionistin Robyn Schulkowsky.
Die meisten Veröffentlichungen von Kim Kashkashian erschienen seit 1986 bei ECM.

## Auszeichnungen
- 1979: Pro Musicis Award[2]
- 1980: 2. Preis Lionel Tertis International Viola Wettbewerb[3]
- 1980: 3. Preis Internationaler Musikwettbewerb der ARD[3]
- 2013: Grammy – Bestes klassisches Instrumentalsolo für das Album "Kurtág/Ligeti: Music for Viola"[4]
- 2013: George-Peabody-Medaille für ihren außergewöhnlichen Beitrag zur Musik in Amerika[1]
- 2016: Mitglied der American Academy of Arts and Sciences[5]